# Поршта (приток Водлы)
По́ршта — река в России, протекает по Пудожскому району Карелии.
Является левым притоком реки Водла, в полутора км южнее посёлка Поршта, в 9 км на север от деревни Кривцы. Река течёт в окрестностях посёлка Кубово. Длина реки — 13 км, площадь водосборного бассейна — 163 км².
Притоки (от устья к истоку):
- Сенной (левый)
- Великий (правый)
- В 13 км от устья, по левому берегу реки впадает река Сюзик.

## Данные водного реестра
По данным государственного водного реестра России относится к Балтийскому бассейновому округу, водохозяйственный участок реки — Водла, речной подбассейн реки — Свирь (включая реки бассейна Онежского озера). Относится к речному бассейну реки Нева (включая бассейны рек Онежского и Ладожского озера).
Код объекта в государственном водном реестре — 01040100412102000016821.